# جون أردن
جون أردن John Arden (ولد عام 1930 في يوركشاير) كاتب بريطاني، اشتهر ككاتب مسرحي وكؤلف تمثيليات إذاعية. الكثير من موضوعاته تدور حول التاريخ بين أيرلندا وبريطانيا في القرن العشرين.
درس الهندسة المعمارية في جامعة كامبريدج. وكتب أول عمل له عام 1956 وكانت تمثيلية إذاعية بعنوان «حياة رجل» ولفتت إليه الأنظار. ونال شهرة عالمية من خلال مسرحيته «رقصة الملازم ماسغريف» عام 1959، والتي يتبع فيها نهج المسرح الملحمي لبرتولت بريشت. وتظر أعماله التالية تأثره الواضح ببريشت، وأفكاره المعادية للإمبريالية وكذلك الوجود البريطاني في أيرلندا الشمالية، وكذلك ضد التعقيدات العسكرية الصناعية. كما تتناول الكثير من مسرحياته أمراض المجتمع بالنقد.
وبجانب مسرحياته وتمثيلياته الإذاعية كتب أردن أيضا روايات، من بينها رواية «الصمت بين الأسلحة» عام 1982.

## روابط خارجية
- جون أردن على موقع IMDb (الإنجليزية)
- جون أردن على موقع الموسوعة البريطانية (الإنجليزية)
- جون أردن على موقع ميوزك برينز (الإنجليزية)
- جون أردن على موقع قاعدة بيانات برودواي على الإنترنت (الإنجليزية)
- جون أردن على موقع إن إن دي بي (الإنجليزية)